# Episodi de La famiglia Bradford (terza stagione)
La terza stagione della serie televisiva La famiglia Bradford è stata trasmessa negli Stati Uniti dal 6 settembre 1978 al 23 maggio 1979.
| nº | Titolo originale                                       | Titolo italiano                 | Prima TV USA      | Prima TV Italia |
| -- | ------------------------------------------------------ | ------------------------------- | ----------------- | --------------- |
| 1  | Who's Crazy Here?                                      | Il nido del cucù                | 6 settembre 1978  |                 |
| 2  | Nine is too Much                                       | Il campione                     | 13 settembre 1978 |                 |
| 3  | Here We Go Again!                                      | La prova del nove               | 20 settembre 1978 |                 |
| 4  | Cinderella's Understudy                                | Cenerentola                     | 27 settembre 1978 |                 |
| 5  | Milk and Sympathy                                      | Latte e simpatia                | 11 ottobre 1978   |                 |
| 6  | The Flunked and the Funked                             | Scelta difficile                | 18 ottobre 1978   |                 |
| 7  | Cops and Toddlers                                      | Ottovolante                     | 25 ottobre 1978   |                 |
| 8  | The Hipbone's Connected to the Thighbone               | Lezioni di anatomia             | 1º novembre 1978  |                 |
| 9  | Fast and Loose                                         | A briglia sciolta               | 8 novembre 1978   |                 |
| 10 | War Between the Bradfords                              | Guerra in casa                  | 15 novembre 1978  |                 |
| 11 | All the Vice-President's Men                           | Un inviato speciale             | 22 novembre 1978  |                 |
| 12 | You Won't Have Nicholas to Kick Around Anymore: Part 1 | Povero Nicholas (I parte)       | 29 novembre 1978  |                 |
| 13 | You Won't Have Nicholas to Kick Around Anymore: Part 2 | Povero Nicholas (II parte)      | 29 novembre 1978  |                 |
| 14 | Alone at Last                                          | Finalmente soli                 | 6 dicembre 1978   |                 |
| 15 | The Yearning Point                                     | Passo di danza                  | 20 dicembre 1978  |                 |
| 16 | Moving Out                                             | Trasloco                        | 3 gennaio 1979    |                 |
| 17 | Mother's Rule                                          | La formula della nonna          | 17 gennaio 1979   |                 |
| 18 | Inlaws and Outlaws                                     | Tutti a casa                    | 24 gennaio 1979   |                 |
| 19 | Horror Story                                           | Otto la paura                   | 31 gennaio 1979   |                 |
| 20 | Just the Ten of Us                                     | Padre dell'anno                 | 14 febbraio 1979  |                 |
| 21 | Best of Friends                                        | Più che amici                   | 21 febbraio 1979  |                 |
| 22 | The Kid Who Came to Dinner                             | Un ospite a pranzo              | 28 febbraio 1979  |                 |
| 23 | The Better Part of Valor                               | Coraggio da leone               | 7 marzo 1979      |                 |
| 24 | Dads, Daughters, Different Drummers                    | Padre e figlie                  | 28 marzo 1979     |                 |
| 25 | The Final Days                                         | Tempo di esami                  | 2 maggio 1979     |                 |
| 26 | Marriage and Other Flights of Fancy: Part 1            | David prende il volo (I parte)  | 9 maggio 1979     |                 |
| 27 | Marriage and Other Flights of Fancy: Part 2            | David prende il volo (II parte) | 9 maggio 1979     |                 |
| 28 | The Graduates                                          | Sempre più in alto              | 23 maggio 1979    |                 |